# 苟晶事件
苟晶事件是发生在中華人民共和國山东省济宁市的冒名上大学和一連串的舞弊瀆職事件。
事件当事人苟晶1997年第一次參與高考，自願选择「重考」复读，因此未填报志愿。同一年，其班主任（班導）邱印林为女儿邱小慧伪造档案，冒用苟晶身份和成绩，被北京煤炭工业学校录取。
根据山东省教育厅通报内容，苟晶1998年第二次參與高考。本人填报志愿并服从调剂，被录取到湖北黄冈水利电力学校上学，系按程序正常录取，不存在其当年被他人冒名顶替上学问题。山东的调查报告明确指出苟晶第二次報考時的档案被她的班主任邱印林改成了应届生，使她在擇校時獲得不公平的優勢，（2002年之前，山东实行高考复读生的录取分比应届生要高10分的政策）。至此，其班主任邱印林至少2次涉及舞弊，公安局和其他單位皆有人參與舞弊。同時一個人並不可能同時就讀兩所學校，目前並不清楚是因為當時查核機制不健全還是有舞弊。當事人在網上陳述20年前的事情上與事實有出入，例如誇大自己的成績和自稱因此人生曲折，而後稱中途退学和遭到威脅目前都沒有任何證據。目前的證據顯示當事人兩次的選擇都是出於自願的，並未遭受損失，也未被脅迫或欺騙，也沒有證據顯示當事人參與舞弊造假。苟晶自述「邱印林早已于2003年给她写信就冒用一事道歉」，所以當事人並不是「受害人」，而是在知曉陈春秀事件後，懷疑當年被調劑或分數可能也存在舞弊，希望有關單位深入調查，選擇揭發自己17年前知曉的弊案的「揭弊者之一」。
其它類似的事件被揭發的多數都有被正常的調查和懲處。制度也進行了修正，要求錄取者提供更多的資料來核對。但是目前不清楚有關單位是否打算主動追查未被揭發的弊案。

## 事件经过
2020年6月22日，苟晶以网名“前世是天使2001”在新浪微博网站陈春秀事件相关微博下发表评论，称自己与陈春秀一样，是高考顶替事件的受害者。
苟晶在微博中称，1997年她第一次参加高考，拿到了假的成绩，她班主任的女儿以苟晶的身份顶替其上了北京的一所大学，而苟晶落榜加入了复读。班主任的女儿毕业后在济宁一所中学教书，任后勤部老师。1998年苟晶以全任城区前几名的摸底成绩参加高考，再次落榜，并最终在未填报相应志愿的情况下被录取至湖北黄冈一院校。苟晶已向山东省教育厅实名举报此事。
据悉，班主任邱印林在苟晶发帖后，从山东济宁前往浙江湖州试图与苟晶见面，被苟晶拒绝。
2020年6月24日，济宁市任城区人民政府发布关于此事的情况通报，通报称相关部门已组成联合调查组，对事件迅速进行调查核实。
6月25日，调查组已在湖州和苟晶见过面。
2020年6月29日，山东省通报陈春秀、王丽丽冒名顶替上学问题调查处理相关情况，工作专班表示正在与济宁市一起开展调查苟晶反映的被冒名顶替问题。
2020年7月3日，聯合調查組公佈調查結果，15名相關人員遭到處罰。
2020年7月4日，苟晶回应部分网民质疑：就算我夸大其词了，你们又失去了什么？

## 其他
关于邱小慧户籍造假问题。时任兖州市公安局小孟派出所所长王卫中，由王卫中安排户籍警栾卫民，违规为邱小慧出具了姓名为苟晶的虚假户籍材料。
关于邱小慧参加工作及更名问题。2001年8月，邱小慧利用在校办公室工作并保管学校公章的便利条件，在申请户籍更名材料上私自加盖本单位公章，向济宁市公安局任城区分局李营派出所提出将户籍姓名由“苟晶”改为“邱小慧”。时任任城区教师进修学校办公室主任高凡信日常监督管理不到位，存在失职失责问题。为帮助邱小慧更名，2002年1月，邱通（时任济宁市公安局任城区分局督察大队副大队长）请托时任济宁市公安局任城区分局副局长李锋、李营派出所所长鞠坚毅帮助协调，鞠坚毅安排户籍警王凤强将户籍姓名由“苟晶”变更为“邱小慧”。